# パブリックレコード
パブリックレコード株式会社（Public Record）は、日本の音楽・映像関連企業。
2023年現在、世界で唯一ラッカー盤（レコード製造用のマスターディスク）の製造が可能な企業である。日本国外では、販売代理店である「MDC」のブランドで知られている。

## 概要
元々キングレコードに勤務していた奥田実が、1976年に独立して出身地の宮田村に録音会社として創業。創業当初はピアノ教室等向けに、録音用のレコード盤を製造・供給していた。
1982年にラッカー盤の製造を開始。ラッカー盤の国産化は同社が初だった。「軟らかい音質が、クラシックやジャズ向き」として、主に欧州向け需要に支えられ製造を続けていた（日本国内向け需要は、2023年現在全体の5%ほど）。元々ラッカー盤の市場自体さほど大きなものではなかったことに加え、レコード需要の低迷から他社が次々と製造から撤退していく中で製造を続け、2020年に当時業界最大手だったApollo/Transco（アメリカ）の工場が全焼しラッカー盤の製造が困難になったことで、世界で唯一のラッカー盤製造会社となった。2023年現在は年間約12万枚を製造する。
高精度なラッカー盤製造のためにクリーンルームを持っており、それを活用して自動車や家電の精密部品の組み立てなども手掛けている。
2023年11月、長年のレコード業界への貢献を称え、JASRAC賞音楽文化賞を受賞した。